# Veículo Alvo Agena

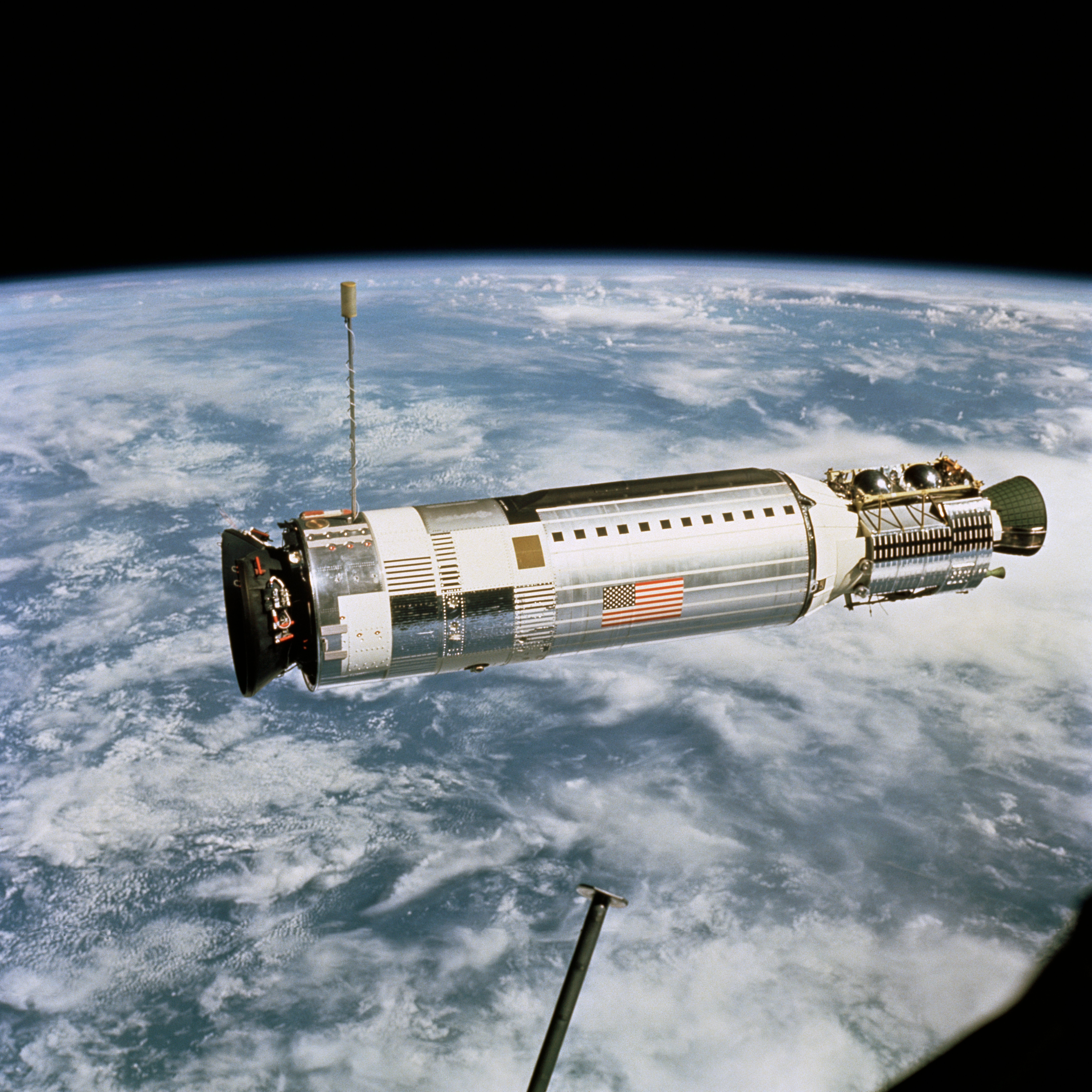
O ATV visto a partir da cápsula Gemini XII.

O Veículo alvo Agena (em inglês Agena Target Vehicle - ATV), era uma espaçonave usada pela NASA durante seu programa Gemini para desenvolver e praticar técnicas de encaixe e encontro no espaço orbital e para realizar mudanças orbitais, em preparação para as missões lunares do programa Apollo. A sonda foi baseado no foguete Agena-D da Lockheed Aircraft, equipada com um alvo de encaixe fabricado pela McDonnell. O nome 'Agena' deriva da estrela Beta Centauri, também conhecida como Agena. A espaçonave combinada era um cilindro de 26 pés (7,92 m) de comprimento com um diâmetro de 5 pés (1,52 m), colocado em órbita baixa da Terra com o veículo de lançamento Atlas-Agena. Ele carregava aproximadamente 14 021 a 14 054 libras (6 360 a 6 375 kg) de propelente e gás no lançamento, e tinha uma massa bruta na inserção orbital de 7 117 a 7 271 libras (3 228 a 3 298 kg). 
O ATV para Gemini 6 falhou no lançamento em 25 de outubro de 1965, o que levou a NASA a desenvolver o Augmented Target Docking Adapter (ATDA) como backup, uma espaçonave menor que consiste em um alvo de acoplamento equipado com um sistema de propulsão de controle de atitude, mas sem o Foguete de mudança orbital Agena. O ATDA foi usado uma vez no Gemini 9A após uma segunda falha de lançamento do ATV em 17 de maio de 1966, mas falhou como um alvo de acoplamento porque sua cobertura de lançamento não se separou.